# Tát-Kertváros
Tát-Kertváros Tát szocreál stílusban épült bányászkertvárosa.

## Története
A második világháború utáni mesterségesen előidézett nagymértékű iparosodás nagy mennyiségű energiahordozót igényelt, így a bányászat folyamatosan fejlődött a Dorogi-medencében, új bányákat nyitottak, a dorogi bányavállalatnak egyre több munkaerőre volt szüksége. Az ország minden részéből érkező munkások lakhatásának megoldására a Szénbányászati Minisztérium egy tízéves kolonizációs tervet dolgozott ki, amely Tát területére vonatkozólag négy körzetből állt: I. kerület Tát ősközség 2600 lakos, II. kerület 1. szomszédsági egység 4500 lakos, III. kerület 2. szomszédsági egység 5600 lakos, IV. kerület 1948. évi parcellázás 2500 fő. A kidolgozott tervek szerint a népesség összlétszáma meghaladta volna a 15 000 főt, azonban a kitűzött célok a források szűkössége miatt csak részben valósultak meg.
1956-ban megkezdődtek a munkálatok, a kivitelezés vezetésével az építtető Dorogi Szénbányászati Tröszt Beruházási Osztályának felelős képviselőjét, Kummel Jánost bízták meg. A mintakertváros helyét az Esztergom-Almásfüzitő vasútvonaltól délre eső mezőgazdasági terület helyén jelölték ki. A döntés a kárpótlás ellenére kemény ellenállásba ütközött a falu lakói részéről, ugyanis a település legjobb termőföldejeit vették el a többségében sváb gazdálkodóktól. Ez a kezdeti hűvös viszony az ország minden tájáról érkező magyar munkások és a falusi svábok között később is megmaradt. A kezdeti együttélést ezen kívül a munkások mindennapi együttélése is megnehezítette, ugyanis sokszor nagyon eltérő szociokulturális közegből érkeztek. Voltak akik az Alföld tanyavilágát hagyták maguk mögött a szövetkezetesítés elől menekülve, sokan érkeztek a lakáshiánnyal és zsúfoltsággal küzdő Dorogról. Az eltérő viselkedésformák, eltérő életvitelek ütközése mindennapos volt a telepen. Főleg a korábban nem bányászatból élő családoknak okozott nagyobb nehézséget a kertvárosi környezetbe való beilleszkedés.
Az építkezés és a beköltözés 1956-tól folyamatos volt, a korábbi kukoricaföldön gombamód szaporodtak a lakások, 1957 őszére kezdett kirajzolódni a gondosan megtervezett munkástelep képe. Két nagy építőipari vállalatot bíztak meg az épületek kivitelezésével: a Pest Megyei Állami Építőipari Vállalatot és a Komárom Megyei Építőipari Vállalatot, így a telep egyik része a "pesti oldal", a másik pedig a "komáromi oldal" elnevezést kapta a köznyelvben, utalva a kivitelezőre. 1957 októberében határoztak az utcák elnevezéséről, az iskola környéki utcákat költőkről, írókról, a többi utcát főleg a kommunizmushoz köthető magyar történelmi személyekről, munkásmozgalmi aktivistákról és mártír bányászokról nevezték el a kor szellemiségének megfelelően. 1956-ban 156 lakás, 1957-ben további 379 készült el. 1958-ra már 4200 lakosa volt Tátnak, a népességszám kevesebb mint három év alatt megduplázódott. A vezetékes ivóvíz kiépítése 1958 végére történt meg, a közvilágítás kialakítás és a csatornázás 1958-ban indult meg, ebben az évben új lakások nem épültek, mivel csak a közművesítésre volt forrás. A közművek kiépítését és a lakások fürdőszobai berendezéseinek beépítését 1959 tavaszára fejezték be. 1959-re felépül a korszerű, tornateremmel, laborokkal ellátott általános iskola, a "pesti oldalon" egy élelmiszer üzlet a hiánygazdaság közepette általános ellátási gondok mérséklésére. Ugyanebben az évben a Dorogi Szénbányászati Tröszt egy épületet bocsátott rendelkezésre orvosi rendelőnek, és tiszti lakásnak a mindennapi együttélési problémák kezelésének céljából kihelyezett rendőrnek.
1959 után már a csak a kisebb kiegészítő munkálatok történtek, az 1960-as évekre megépült az óvoda, a bölcsőde, az orvosi rendelő, tiszti lakás a rendőrség számára. Néhány év alatt a település igazi modern mintakertvárossá vált, megszűntek a kezdeti feszültségek, az utcákat, tereket parkosították, minden közmű kiépült. Annak ellenére, hogy a településrész soha nem lett önálló város, többször nevezték „új szocialista településnek” valamint „szocialista városnak”. A kertváros a szénbányászat megszűnése után is megtartotta korábbi jellegét, a rendszerváltás óta sok családi házra vágyó dorogi és esztergomi választotta lakhelyéül.